# 格魯恩德勒冰川
格魯恩德勒冰川（英語：Gruendler Glacier），是南極洲的冰川，位於維多利亞地的博克格雷溫克海岸，流經馬爾塔高原北坡，最終注入特雷納冰川，美國地質調查局根據測量和該國海軍的空中照片繪入地圖，現時由南極條約體系管理。

## 外部連結
. . United States Geological Survey.   [2012-05-10].
72°38′S 167°28′E / 72.633°S 167.467°E